# Zdzisław Niemiatowski
Zdzisław Matliński-Niemiatowski, pseudonim „Łoś” (ur. 2 stycznia 1926 w Warszawie, zm. 22 stycznia 2018) – polski architekt.
W 1944 roku ukończył tajne komplety w I Państwowym Gimnazjum i Liceum im. Stefana Batorego w Warszawie. Uczestnik powstania warszawskiego. Absolwent Wydziału Architektury Politechniki Warszawskiej (dyplom 1951). Odznaczony Krzyżem Armii Krajowej, Warszawskim Krzyżem Powstańczym, Medalem Wojska, Krzyżem Partyzanckim oraz Krzyżem Kawalerskim Orderu Odrodzenia Polski.